# Хімічна безпека
Хімічна безпека — виконання всіх дій із застосуванням хімічних речовин таким чином, щоб забезпечити безпеку для здоров'я людини та навколишнього середовища.
Хімічні речовини як елементи, сполуки, суміші, розчини та емульсії дуже широко використовуються та транспортуються в сучасному промисловому суспільстві. За потреби вони також використовуються в школах, університетах та інших навчальних закладах, щоб навчити учнів безпечному використанню та поводженню з ними, а також зазвичай використовуються в домашніх умовах для прибирання, садівництва та домашніх робіт. Однак є хімічні речовини, які не можна змішувати або контактувати з іншими, оскільки вони можуть утворювати побічні продукти, які можуть бути токсичними, канцерогенними, вибуховими тощо, або самі по собі можуть бути небезпечними. Щоб уникнути катастроф і нещасних випадків, підтримання безпеки вважається найважливішим, особливо для хіміків.
Хімічна безпека включає всі ті політики, процедури та практики, спрямовані на мінімізацію ризику впливу потенційно небезпечних хімічних речовин. Це включає ризики впливу на людей, які працюють з хімікатами, на навколишнє середовище, а також на громади та екосистеми в цьому середовищі.
Небезпечний характер багатьох хімічних речовин може посилюватися при змішуванні з іншими хімічними речовинами, нагріванні або неналежному поводженні. У хімічно безпечному середовищі користувачі можуть вжити відповідних заходів у разі нещасних випадків, хоча багато інцидентів впливу хімічних небезпек відбуваються за межами контрольованого середовища, такого як виробничі підприємства чи лабораторії.
За оцінками, щороку внаслідок контакту з небезпечними хімічними речовинами гине 1,6 мільйона людей. і що в 2016 році було втрачено 45 мільйонів років життя з поправкою на інвалідність, що є значним збільшенням порівняно з 2012 роком.

## Ризики та небезпеки
Хімічні речовини, що використовуються в промисловості та дослідженнях, мають низку властивостей, які роблять їх небезпечними для життя. До них належать вибухонебезпечність, займистість, токсичність, канцерогенність і тератогенність. Вони також можуть випромінювати випромінювання, і вони можуть існувати при високих або низьких температурах, створюючи ризик горіння або замерзання. Такі речовини, як сильні луги та сильні кислоти, можуть спричинити хімічний опік. Будь-яка хімічна речовина або суміш може проявляти декілька з цих властивостей.
Токсичні речовини можуть являти собою тверді речовини в порошкоподібному або дрібно подрібненому вигляді, рідини або гази, і будь-які з цих матеріалів можуть поглинатися при вдиханні, безпосередньо через шкіру або при контакті зі слизовими оболонками носа чи очей. Деякі хімічні речовини можуть зберігатися в організмі протягом значного періоду часу та продовжувати проявляти токсичність. Приклади таких матеріалів включають ртуть, миш'як, діоксини та багато органічних розчинників, які можуть зберігатися в жирових клітинах.
Екологічні ризики може бути важко оцінити, і можуть знадобитися роки, щоб вони стали очевидними. Ризик для озонового шару Землі через викид фреонів потребував повноважень вчених у всьому світі, щоб повністю зрозуміти. Наука все ще вивчає серйозність впливу стійких галогенованих органічних речовин на морський харчовий ланцюг, причому деякі з цих хімічних речовин концентруються в жирових відкладеннях головних хижаків у концентраціях, які, здається, впливають на їхній репродуктивний успіх.

## Протоколи, правила, процедури та стандарти
Хімічно безпечне середовище включає узгоджені стандарти та термінологію, правила використання та транспортування, протоколи керування реагентами та продуктами, а також міжнародно прийняті та стандартизовані попереджувальні та інформаційні знаки. З цього випливають стандарти, пов'язані з засобами індивідуального захисту (ЗІЗ), процедурами локалізації та очищення, звітуванням про аварії та інциденти, а також збором і звітністю про інциденти, коли небезпечні хімічні речовини становлять ризик для життя, здоров'я або навколишнього середовища.

## Управління та контроль
Управління та контроль хімічної безпеки широко розроблено через первинне законодавство та розпорядження, що випливають із такого законодавства в західному світі та в Австралазії. Імплементація такого законодавства відбувається за різноманітними моделями: від європейської моделі детальних директив і розпоряджень, які впроваджуються через законодавство окремої країни, до американської моделі широкого спектру федеральних актів із розподілом контролю між законодавством штатів і федеральним урядом, що призводить до певних варіацій у застосуванні в межах стандартизована структура маркування. Приклади з цих областей описані нижче.

### Європа
Директива про хімічні агенти є дочірньою директивою Директиви 89/391/EEC, забезпечує основу для управління хімічною безпекою. Європейське агентство з хімічних речовин є відповідальним агентством і спеціально впроваджує реєстрацію, оцінку, авторизацію та обмеження хімічних речовин (Registration, Evaluation, Authorisation and Restriction of Chemicals — REACH), набори стандартів і забезпечує відповідність у всьому Європейському Союзі. Європейське хімічне агентство функціонує під керівництвом REACH і керує технічними та адміністративними аспектами імплементації Директиви.

### Нова Зеландія
Адміністративні рамки базуються на Постановах щодо здоров'я та безпеки на роботі (небезпечні речовини) 2017 року і впроваджуються та забезпечуються урядовою установою Worksafe. Незважаючи на те, що це законодавство є всеосяжним у своєму охопленні, воно не поширюється за межі робочого місця та не накладає жодних обов'язків чи відповідальності щодо небезпечних матеріалів у домашніх чи навчальних закладах.

### Велика Британія
У законодавстві Великобританії щодо хімічної безпеки було включено в багато законодавчих актів, починаючи з ранніх заводських актів. Поточний Охорона здоров'я та безпека на роботі тощо. Закон 1974 року надав всеохоплюючий законодавчий акт, який охоплював хімічну безпеку серед широкого спектру інших заходів, спрямованих на підвищення безпеки на робочому місці у Великій Британії.
Забезпечення хімічної безпеки є відповідальністю Виконавчої служби охорони здоров'я та безпеки (HSE), яка виконує відповідні розділи охорони здоров'я та безпеки на роботі тощо. Закон 1974 року формулює правила, надає поради та вказівки з безпеки та розслідує великі хімічні випадки, такі як пожежа в Бансфілді в 2005 році.

### США
У США Рада США з хімічної безпеки та розслідування небезпеки відповідає за розслідування великих хімічних аварій і надання рекомендацій щодо пом'якшення таких подій у майбутньому. Однак пом'якшення адміністрацією Трампа правил щодо хімічних катастроф може бути причетним до серії вибухів, наприклад, у штаті Техас.

## Зони ризику

### Виробництво
Виробництво та очищення хімічних речовин може включати низку реагентів, які самі по собі можуть бути небезпечними, а також низку продуктів, які однаково можуть бути небезпечними. Наприклад, щоб отримати гербіцид 2,4,5-трихлорфенол, хлор, гострий токсичний газ, вступає в реакцію з фенолом, небезпечною органічною рідиною. Вихід зазвичай є сумішшю хлорованих органічних сполук, лише деякі з яких є бажаним продуктом. У цьому прикладі забруднювачі можуть включати 2,3,7,8-тетрахлордибензодіоксин, діоксин, одну з найтоксичніших відомих синтетичних хімікатів, яка є як гостро, так і хронічно токсичною та тератогенною, і використання якої одного разу призвело до відмови в Таймс-Біч, Міссурі. Ця реакція також стала причиною сумнозвісної катастрофи в Бхопалі, під час якої стався викид дуже отруйного газу метилізоціанат.

### Лабораторії
Лабораторії в школах, університетах, дослідницьких установах і на виробництвах зазвичай зберігають і обробляють широкий спектр хімічних речовин. Стандарти безпеки для таких зон є високими, і більшість лабораторій забезпечують спеціальну інфраструктуру для мінімізації ризику, включаючи витяжні шафи, непроникні та інертні робочі поверхні, аварійні душові станції та суворі правила щодо носіння відповідних ЗІЗ.

### Побутове використання
Існує багато небезпечних хімічних речовин, які регулярно використовуються в домашніх умовах, включаючи засоби для чищення, такі як відбілювач і каустична сода. Деякі сучасні миючі засоби також містять силікат натрію та інші високолужні компоненти. Сучасне пакування в «стручки» може збільшити ризик неправильного використання, особливо для маленьких дітей.

### Утилізація відходів
Надлишки небезпечних матеріалів часто потрапляють у потік відходів, поміщаючись у потік твердих відходів або змиваючись у раковини, раковини чи унітази. Хоча розведення може зменшити безпосередній ризик, довгостроковий ризик для навколишнього середовища залишається і може стати більш серйозним, оскільки більше небезпечних матеріалів утилізується в потоці стічних вод. Утилізація разом із твердими відходами створює ризики для тих, хто займається обробкою відходів, і може створити несподівані ризики для необізнаних представників громадськості. Відомо, що деякі хімічні звалища промислових відходів самозаймаються через роки після того, як відходи були розміщені. Переробка алюмінієвого шлаку може призвести до утворення багатих на флюс відходів, які виділяють газ аміаку, якщо вони зволожені, а також можуть спонтанно спалахнути при зберіганні навалом.

## Загальні правила безпеки

### ЗІЗ

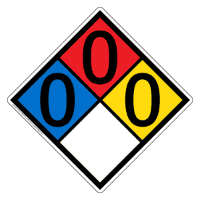
0-4 (стабільний-смертельний)

Основна практика хімічної безпеки передбачає носіння засобів індивідуального захисту, таких як захисні окуляри. Засоби індивідуального захисту — це комбінація безпечних методів роботи, але сама по собі не забезпечує достатнього захисту від ризиків, створених небезпечними хімічними речовинами, але це ефективний підхід до мінімізації ризику впливу в контрольованому середовищі. Щоб запобігти потраплянню хімікатів в очі, під час роботи з хімікатами потрібні окуляри безпеки. Носіння стандартних рукавичок, закритого взуття, довгих штанів і лабораторних халатів для захисту живота, спини та передпліччя зазвичай вимагається в лабораторії з аналогічними умовами для робочого місця. Регулювання використання ЗІЗ дуже різноманітне та залежить від країни. У деяких країнах, наприклад у США, стандарти можуть відрізнятися від штату до штату, а деякі штати вводять додаткові правила для захисту лабораторних працівників від ризиків.

### Маркування
Для більшості країн світу прийнято стандартний набір ілюстративних піктограм, щоб вказати, де існують небезпеки та тип наявної небезпеки. Ці піктограми регулярно відображаються на контейнерах, транспортних засобах, у порадах щодо безпеки та скрізь, де зустрічається матеріал. Вони були розширені та стандартизовані як Глобально гармонізована система класифікації та маркування хімічних речовин і зараз використовуються в багатьох країнах світу.
У США алмаз NFPA використовується для визначення хімічних небезпек, таких як займистість, корозійна активність, токсичність і реактивність. Ця етикетка складається з чотирьох кольорових полів: червоного (займистість), синього (небезпека для здоров'я), жовтого (хімічна реактивність) і білого (особлива небезпека). Нумерація варіюється від 0 до 4 (для кольорів, окрім білого), і 0 означає, що потенційної небезпеки немає, тоді як 4 означає, що хімічна речовина є надзвичайно небезпечною.

### Транспорт
У ряді країн система Hazchem використовується щоразу, коли потенційно небезпечний вантаж транспортується автомобільним, залізничним, морським або повітряним транспортом. Стандартизований знак HAZCHEM надає детальну інформацію про матеріал, що транспортується, характер небезпеки та затверджену реакцію на надзвичайні ситуації.
На робочому місці хімічні речовини класифікуються за допомогою паспорта безпеки, який є стандартизованим документом, який містить інформацію про здоров'я на робочому місці, обмеження, номери екстрених служб та іншу інформацію про безпеку.

### Фізична небезпека та небезпека для здоров'я
Фізична небезпека хімічної речовини включає її стійкість до навколишнього середовища, потенційну шкідливість для здоров'я, таку як канцерогенність, її займистість і реактивність. Хімічні речовини, які впливають на здоров'я, залежать від їх токсичності та небезпеки. Токсичність — це здатність хімічної речовини завдавати шкоди, а небезпека — це можливість того, що хімічна речовина завдасть шкоди за певних умов.

## Аварії
Значні хімічні інциденти включають вибух Тіокол-Вудбайн і вибух у Бейруті 2020 року, пов'язаний із вантажем нітрату амонію, потужної вибухової речовини. Катастрофи на Чорнобильській АЕС і Фукусімі були аваріями, спричиненими порушенням політики безпеки та неадекватним плануванням безпеки.